# Morbus Gravis 2: Druuna
Morbus Gravis 2: Druuna es una historieta erótica de ciencia ficción escrita y dibujada por Paolo Eleuteri Serpieri y publicada en 1987. La historia continúa donde la dejó la anterior, Morbus Gravis, de 1985. En esta entrega prosiguen las aventuras de Druuna, y continúa con el muestrario erótico que caracteriza a la serie, esta vez entrando en el terreno del sadomasoquismo y la relación entre el placer y el dolor.

## Argumento
Druuna se encuentra en una playa, donde conoce a un hombre rubio que dice llamarse Lewis y con quien hace el amor. El hombre le dice que esa playa es parte del mundo que perdieron.
En este punto, Druuna "despierta" y se da cuenta de lo que ha pasado: la cabeza en formol del episodio anterior, que posee algún tipo de poder psíquico, ha entrado en su mente y la ha hecho imaginar toda la escena. Druuna recuerda que la ciudad es una astronave que vaga por el espacio infinito, comandada por Delta, la computadora de a bordo. Según explica Lewis, el antiguo capitán de la nave, Delta ha enloquecido y planea hacer explotar la nave. Así, le da la misión a Druuna de detener a Delta, quien se encuentra en la "Torre del Poder".
Druuna sale a la superficie, notando que Shastar ha desaparecido. Se encuentra con un hombre que trata de dispararle, confundiéndola con un mutante. Se da cuenta de su error y le presenta a Druuna a su hija preadolescente Hale. En ese momento, llegan unos soldados y, al ver que el hombre está contaminado con El Mal, lo matan y uno de ellos viola a Hale.
Los soldados escoltan a Druuna y a Hale hacia el centro, pero, durante el camino, uno de ellos comienza a mutar, al haberse contagiado por tocar al hombre. Lo persiguen, sólo para descubrir que ha sido despedazado por un mutante en un estado más avanzado que él. Deciden huir de allí antes de que los mate.
Luego de caminar un par de horas, se paran a descansar, y el soldado aprovecha para penetrar analmente a Hale. Pero, mientras está en ello, un tentáculo lo agarra y se lo lleva. El otro soldado restante lo encuentra totalmente destrozado por el mutante, y a él también lo agarra.
La criatura persigue a las chicas, quienes llegan hasta un callejón sin salida. Allí el mutante se revela como Shastar, quién se quedó para proteger a Druuna. En ese instante, la pared se abre y Druuna cae hacia un precipicio, para ser rescatada por Shastar.
Druuna se desmaya y, al despertar, se encuentra en el apartamento de Jock, el jefe de la guarnición. Jock le informa que Hale ha sido entregada a los verdugos, para que la gocen y le den una muerte lenta y dolorosa. Jock le regala a Druuna ropa interior muy sugerente y atractiva, con un corsé y portaligas. Druuna comienza a hacerle una felación a Jock, pero éste la golpea y la interroga acerca de sus compañías, entre ellas Shastar y El Mutante. Al negar todo conocimiento, Jock la sodomiza y la entrega a los verdugos para que la interroguen y la ejecuten en la sala 77.
Druuna se encuentra en una pequeña celda. Cree estar comenzando a enloquecer. Entonces, descubre que en la cama se encuentra El Mutante, quien ha sido torturado y castrado en la sala 77. Él le pide perdón a Druuna por implicarla. Por un momento, Lewis la hace retornar a la playa donde le dice que enviará ayuda.
Los soldados vienen a buscarla y la llevan abajo. Allí, afuera de la sala 77, Druuna se encuentra con Seka, la encargada de prepararla para que esté lista para entrar a la sala. Seka la ata a un muro lleno de manchas de sangre. Allí, la besa apasionada y amorosamente, le dice que es hermosa y que será un placer verla sufrir, ver su hermoso cuerpo temblando y llenándose de oleadas de dolor. Después, la desnuda y la deja solamente con una pequeña tanga. Luego de manosear y admirar su trasero, la golpea furiosamente en las nalgas con un látigo de cuero mientras Druuna grita.
La puerta de la sala 77 se abre y sacan a la anterior víctima en una bolsa, que tiran por una trampilla en el suelo. En ese momento, aparece uno de los sacerdotes, quien le dice a Seka que continúe con el tratamiento, porque quiere que la hembra esté perfectamente a punto. De la trampilla sale el mismo gnomo del volumen anterior (la ayuda que envió Lewis), quien desata a Druuna y la ayuda a escapar, no sin que Druuna descubra a sus ejecutores que los sacerdotes no son más que máquinas.
El gnomo guía a Druuna a la Torre del Poder, donde, introduciendo un objeto metálico en su centro, pone en jaque a Delta. De repente, La Ciudad empieza a temblar: Lewis la engañó, el solo quería que La ciudad se destruyese. Esto lo hacía porque quería morir, ya que Delta lo mantenía con vida. Druuna se da cuenta del engaño y saca el objeto metálico, salvando así La Ciudad.
- Datos: Q6023578